# Pyhäjärven tikkametsät
Pyhäjärven tikkametsät este o arie protejată (arie de protecție specială avifaunistică — SPA) din Finlanda întinsă pe o suprafață de 93 ha, integral pe uscat.

## Localizare
Centrul sitului Pyhäjärven tikkametsät este situat la coordonatele 61°52′04″N 30°04′31″E / 61.8678°N 30.0753°E.

## Înființare
Situl Pyhäjärven tikkametsät a fost declarat arie de protecție specială avifaunistică în august 1998 pentru a proteja 16 specii de animale.

## Biodiversitate
Situată în ecoregiunea boreală, aria protejată nu include niciun habitat protejat.
La baza desemnării sitului se află mai multe specii protejate de  păsări (16): cocoșul de mesteacăn (Bonasa bonasia), șorecarul comun (Buteo buteo), ciocănitoare neagră (Dryocopus martius), șoimul rândunelelor (Falco subbuteo), vânturel roșu (Falco tinnunculus), muscar (Ficedula parva), ciuvică (Glaucidium passerinum), Lyrurus tetrix tetrix, vultur pescar (Pandion haliaetus), viespar (Pernis apivorus), pitulice verzuie (Phylloscopus trochiloides), ciocănitoare de munte (Picoides tridactylus), ciocănitoare verzuie (Picus canus), Strix nebulosa, huhurezul mic (Strix uralensis),  cocoș de munte (Tetrao urogallus).
Pe lângă speciile protejate, pe teritoriul sitului au mai fost identificate 3 specii de păsări.